# Nordlig törnfågel
Nordlig törnfågel (Phacellodomus inornatus) är en fågel i familjen ugnfåglar inom ordningen tättingar.

## Utseende och läte
Nordlig törnfågel är en rätt enfärgad törnfågel med lång stjärt och mörkgrått öga. Fjäderdräkten är anspråkslös, med kanelbrunt i pannan och något varmare brunt på flanker och stjärt. Sången som framförs i duett består av gnissliga och tjattrande ljud.

## Utbredning och systematik
Nordlig törnfågel delas in i två underarter med följande utbredning:
- P. i. inornatus – nordcentrala Venezuela
- P. i. castilloi – nordöstra Colombia samt västra och centrala Venezuela

## Levnadssätt
Nordlig törnfågel hittas i öppna områden med spridda träd och savann. Den undviker skog. Dess bo av kvistar är mycket stort, vanligen placerat i isolerade träd hängande från en grenspets.

## Status
Arten har ett stort utbredningsområde och beståndet anses vara stabilt. Internationella naturvårdsunionen IUCN listar den därför som livskraftig (LC).